# Carol Jackson
Carol Ann Jackson (apellido de soltera: Branning, previamente) es un personaje ficticio de la serie de televisión británica EastEnders, interpretada por la actriz Lindsey Coulson del 16 de noviembre de 1993, hasta 1997, posteriormente regresó como invitada en 1999, más tarde el 8 de febrero del 2010 y su última aparición fue el 2 de octubre del 2015.

## Antecedentes
Carol comenzó una relación con David Wicks cuando apenas tenía 14 años, Carol quedó embarazada de él, sin embargo debido a la interferencia de la madre de David, Pat Evans la pareja terminó y Carol nunca le dijo a David que estaba embarazada de Bianca Branning. Más tarde Carol tuvo tres hijos más Robbie con Gary Bolton, Sonia con Terry Cant y Billie con Alan Jackson. Carol terminó casándose con Alan y ella junto a sus hijos tomaron el apellido "Jackson".